# Мараканово
Мараканово — деревня в Свердловской области, входящая в муниципальное образование Артинский городской округ. Расположена в 6 км на север от административного центра — посёлка городского типа Арти. Входит в состав Куркинского сельского совета.

## Население
По данным 2010 года, в деревне проживает 8 человек.